# Philip J. Fry
Philip J. Fry, cunoscut mai degrabǎ ca Fry (n. 14 august 1974) este eroul principal al sitcomului animat american Futurama, reprezentat ca un ratat și pierde-vară. El este exprimat de Billy West, în versiunea originală. Fry, un tip obișnuit din secolul XX, a lucrat ca un negustor ambulant de pizza, se trezește în secolul XXX, după ce a căzut accidental într-un tub criogenic, fiind înghețat în ajunului nou, 2000.
Deși Billy West a afirmat într-un interviu că prenumele „Philip” îi fusese dat lui Fry de Matt Groening ca omagiu adus lui Phil Hartman, pentru care fusese creat rolul lui Zapp Brannigan, Groening a afirmat într-un panel Futurama din 2013 de la San Diego Comic-Con că Fry a fost botezat de fapt după tatăl lui Groening, Homer Philip Groening, de la care își trage numele și personajul Homer Simpson.

## Biografie
Fry este un tânăr needucat, care nu a terminat colegiul și care se ocupa cu livrări de pizza. Fry cade într-un tub criogenic dintr-un laborator în noaptea de revelion a anului 2000 și se trezește pe 31 decembrie 2999. În 2999, se angajează la compania de livrări a singurei sale rude, profesorul Farnsworth. În episodul Roswell That Ends Well, Fry devine propriul său bunic, ceea ce îl face să fie singurul om care nu are o undă cerebrală delta, rezistând la atacurile mentale ale Creierelor. Fry este prietenul cel mai bun al lui Bender și locuiește în debaraua din apartamentul acestuia (apartamentul lui Bender are un metru pătrat, dar debaraua este o cameră spațioasă cu fereastră). Are sentimente pentru Leela, dar pe care nu știe să și le manifeste sau să și le exprime.

## Caracterizare
Prin naturǎ, Fry este un ratat infantil care nu are dorința de a schimba ceva în viața sa. Nu se poate spune că este foarte prost, însǎ din cauza lenei sale incredibile, acesta este pur și simplu incapabil de procese de gândire prelungite. Fry nu este deosebit de inteligent și are un mod de viață dezordonat. El locuiește în apartamentul prietenului său cel mai bun, robotul Bender, trăind în mizerie ca un porc (deși nu-l deranjeazǎ pe proprietar), rareori face planuri pentru mai cinci minute în avans. Îi place sǎ priveascǎ emisiuni TV, cum ar fi "Absurditatea absurdă a lumii" și să cânte „Walking on Sunshine⁠(en)[traduceți]” atunci când face dușul, îi place micul dejun „Bachelor Chow” („Haleala Burlacului”), un fel de cereale care se consumă cu apǎ de la robinet, iubește sucul de grapefruit, iar într-unul din episoade a băut 300 de căni de cafea.
Pe plan extern, Fry este un tânǎr obișnuit: are părul roșcat-brun, pe care îl poartă ciufulit, nu este gras, dar nici subțire și de înălțime medie. Îmbrăcat de obicei în blugi albaștri, adidași negri cu margini albe, cămașă albă și un sacou scurt cu buzunare. La ocazii speciale, Fry poartă și smoching. În general, Fry este întruchiparea americanului mediocru al secolului al XX-lea, obișnuit, necultivat, superficial și oarecare.

## Realizări
- De-a lungul a 1000 de ani, contul său bancar a crescut de la 93 de cenți la 4,3 miliarde de dolari, dar a pierdut toți banii în urma unei înșelătorii ieftine organizate de Mama.
- A cumpărat ultima cutie de hamsii din lume, pentru 50 milioane dolari și a mâncat-o cu pizza (sau, mai degrabă, cea mai mare parte a mâncat-o Zoidberg).
- A salvat New Yorkul de o bilă uriașă de gunoi din secolului XXI ce călătorea prin spațiu, prin talentul său de a produce gunoi, ce a fost folosit pentru a realiza o nouă bilă de gunoi care să o devieze pe prima.
- A salvat Pământul de extratereștrii de pe planeta Omicron Persei 8, atunci când și-a adus aminte de serialul TV vechi de o mie de ani „Femeia-avocat-celibatară”. Cu toate acestea, aceastǎ invazie a provocat-o tot Fry, vărsând în secolul al XX-lea bere pe pupitrul de comandă al studioului unei televiziuni, întrerupând atunci emisiunea preferatǎ a extratereștrilor.
- A câștigat concursul oferit de producătorul băuturii răcoritoare Slurm — o excursie la fabrica Slurm, însǎ a descoperit un secret teribil al producției acestuia, dar a decis să nu-l divulge.
- A desoperit primul loc de aselenizare, pierdut demult timp, în viitor.
- A fost ales vice-președinte al Planet Express (PlanEx), în episodul Future Stock.
- A fost ales curier-executiv la Planet Express în episodul How Hermes Requisitioned His Groove Back.
- Cu ajutorul trifoiului său norocos cu șapte foi, a efectuat de șapte ori rotație pe cap.
- Este propriul său bunic patern, ceea ce îl face sa aibă un creier „special”, căruia îi lipsește unda cerebrală Delta⁠(en)[traduceți], având totuși un creier funcțional; aceasta ce îl face imun la atacul Creierelor.
- În episodul „The Devil's Hands are Idle Playthings⁠(en)[traduceți]”, a obținut mâinile Robotului-Diavol printr-un pact cu acesta și a profitat de ele pentru a deveni un celebru compozitor și interpret de operă la holofonor (un instrument muzical fictiv ce produce muzică și holograme).
- În filmul Futurama: Fiara cu un miliard de spinări, a făcut primul contact al omenirii cu Yivo, monstrul din alt univers, și a devenit papă al noii religii universale care venera tentaculele acestuia.
- În episodul The Mutants Are Revolting, Fry a condus revoluția mutanților din canalizarea New New Yorkului, în urma căreia aceștia și-au dobândit dreptul de a ieși la suprafață. O realizare similară are loc în episodul Fun on a Bun, când Fry, căzut într-o crevasă din valea Neanderului, întâlnește neanderthalienii pe care îi conduce într-o expediție de răzbunare pe homo sapiens, expediție încheiată cu reconcilierea dintre cele două specii de om și cu readucerea Oktoberfestului la forma sa din secolul al XXI-lea.

## Legături exerne
- en  Articol despre Fry pe Wikia.com

1. ↑  Joel Keller (15 iunie 2006). „Billy West: The TV Squad Interview”. TV Squad.com. Accesat în 9 iunie 2007.
2. ↑  „Comic-Con 2013 - Futurama Panel”. ComedyCentral.com. 18 iulie 2013. Arhivat din original la 3 martie 2014. Accesat în 3 februarie 2014.